# Kort om-serien
Kort om-serien är en bokserie från Fri Tanke förlag. Första titeln gavs ut år 2010 och till dags dato har 15 st titlar publicerats. Böckerna är skrivna av experter inom respektive område.
Kort om-serien har sin förlaga i Very Short Introductions från det brittiska förlaget Oxford University Press.

## Utkomna titlar
| Titel                         | Författare                      | Originaltitel                                    | Översättare               | Utgivningsår |
| ----------------------------- | ------------------------------- | ------------------------------------------------ | ------------------------- | ------------ |
| Kort om döden                 | Lennart Lundmark                | Kort om döden                                    | -                         | 2012         |
| Kort om etik                  | Simon Blackburn                 | Ethics: A Very Short Introduction                | Elin Isberg               | 2010         |
| Kort om fri vilja             | Thomas Pink                     | Free Will: A Very Short Introduction             | Roland Poirier Martinsson | 2010         |
| Kort om globalisering         | Manfred Steger                  | Globalization: A Very Short Introduction         | Roland Poirier Martinsson | 2011         |
| Kort om hjärnan               | Michael O'Shea                  | Brain: A Very Short Introduction                 | Margareta Brogren         | 2010         |
| Kort om humanism              | Stephen Law                     | Humanism: A Very Short Introduction              | Anna Holmqvist            | 2011         |
| Kort om känslor               | Dylan Evans                     | Emotions: A Very Short Introduction              | Elin Isberg               | 2010         |
| Kort om medvetandet           | Susan Blackmore                 | Consciousness: A Very Short Introduction         | Elin Isberg               | 2010         |
| Kort om mänskliga rättigheter | Andrew Clapham                  | Human Rights: A Very Short Introduction          | Roland Poirier Martinsson | 2011         |
| Kort om risk                  | Baruch Fischhoff & John Kadvany | Risk: A Very Short Introduction                  | Roland Poirier Martinsson | 2012         |
| Kort om spelteori             | Ken Binmore                     | Game Theory: A Very Short Introduction           | Roland Poirier Martinsson | 2012         |
| Kort om stamceller            | Jonathan Slack                  | Stemcells: A Very Short Introduction             | Anna Holmqvist            | 2012         |
| Kort om verkligheten          | Jan Westerhoff                  | Reality: A Very Short Introduction               | Roland Poirier Martinsson | 2012         |
| Kort om vetenskapsfilosofi    | Samir Okasha                    | Philosophy of Science: A Very Short Introduction | Roland Poirier Martinsson | 2011         |
| Kort om yttrandefrihet        | Nigel Warburton                 | Free Speech: A Very Short Introduction           | Roland Poirier Martinsson | 2011         |

## Kommande titlar
- Kort om den vetenskapliga revolutionen (originaltitel: Scientific Revolution: A Very Short Introduction)
- Kort om virus (originaltitel: Viruses: A Very Short Introduction)